# زغبة سمينة
الزغبة السمينة (الاسم العلمي: Glis) (بالإنجليزية: fat dormouse)‏ هو جنس من الثدييات يتبع فصيلة الزغبات من رتبة القوارض.